# Калибровочная дифференциальная форма
Калибровочная форма — дифференциальная форма на  римановом многообразии. Инструмент в теории минимальных поверхностей позволяющий доказать минимальность площади.

## Определение
Замкнутая {\displaystyle k}-форма {\displaystyle \phi } на римановом многообразии {\displaystyle (M,g)} назыетеся калибровочной если для любой ортонормированной системы из {\displaystyle k} векторов {\displaystyle e_{1},\dots ,e_{k}} выполняется неравенство
{\displaystyle \phi (e_{1}\wedge \dots \wedge e_{k})\leq 1.}
При этом если для {\displaystyle k}-мерного подмногообразие {\displaystyle L} в {\displaystyle (M,g)} достигается равенство 
{\displaystyle \phi (e_{1}\wedge \dots \wedge e_{k})=1.}
для ортонормированного базиса в каждом касательном пространстве к {\displaystyle L}, то говорят, что {\displaystyle L} калибруется {\displaystyle \phi }.

## Свойства
Если {\displaystyle k}-мерного подмногообразие {\displaystyle L} в {\displaystyle (M,g)} калибруется формой {\displaystyle \phi }, то {\displaystyle L} минимизирует площадь среди всех ему гомологичных подмногообразий. 
Действительно, предположим {\displaystyle L} гомологично {\displaystyle L'}, тогда
{\displaystyle \mathrm {vol} _{k}(L)=\int _{L}\varphi =\int _{L'}\varphi \leq \mathrm {vol} _{k}(L').}
где первое равенство держится, потому что {\displaystyle L} калибруется {\displaystyle \phi }, второе равенство — по теореме теореме Стокса, а последнее неравенство справедливо, поскольку {\displaystyle \phi } — калибровочная форма.

## Примеры
- На кэлеровом многообразии, кэлерова форма является калибровочной; она калибрует комплексные подмногообразия.
- На многообразии Калаби — Яу, вещественная часть голоморфной формы объёма (соответственно нормализованная) является калибровочной формой; она калибрует специальные Лагранжевы подмногообразия.
- На G2-многообразии, 3-форма и ей двойственная 4-форма являются калибровочными.
- На {\displaystyle Spin(7)}-многообразиях, 4-форма Кэли, является калибровочной.